# Santa Eulalia de Oscos (kommun)
Santa Eulalia de Oscos är en kommun i Spanien. Den ligger i den autonoma regionen Asturien i nordvästra delen av landet, 400 km nordväst om huvudstaden Madrid. Antalet invånare är 425 (2024).